# Göbel (Möckern)
Göbel ist ein Ortsteil von Möckern im Landkreis Jerichower Land in Sachsen-Anhalt.

## Geografie
Göbel ist ein kleines Dorf, das an der Landesstraße 56 zwischen Loburg und Leitzkau liegt. Die Nachbardörfer sind Hohenlochau, Leitzkau, Hobeck, Ladeburg, Kalitz und Klepps. 
Der Ort liegt auf einem Höhenrücken, einem westlichen Ausläufer des Fläming, zwischen den Tälern der Flüsse Ehle im Norden und Nuthe im Süden. Die nähere Umgebung wird durch landwirtschaftliche Flächen bestimmt.
Naturräumlich gehört der Ort zum Zerbster Land, einer ackergeprägten offenen Kulturlandschaft und 536 km² großen Haupteinheit der übergeordneten Haupteinheitengruppe des Fläming im norddeutschen Tiefland. Das Zerbster Land bildet die Südwestabdachung des Flämings zur Elbe und gehört zum Einzugsgebiet dieses Flusses.

## Geschichte
Die Historie des Ortes wurde lange vom Rittergut geprägt. Weit vor 1666 kam dieses in den Besitz der uradeligen Familie von Thümen. Stammeltern des Hauses von Thümen-Göbel wurden Hans Friedrich von Thümen und seine Ehefrau Klarine von Rochow. Ihr Sohn Joachim Friedrich übernahm dann die Besitzung über viele Generationen. Dessen Enkel Hans Georg von Thümen (1693–1770), verheiratet mit Johanna von Davier, erwarb mit Klein-Briesen und Ragösen weitere Güter. Karl Friedrich von Thümen (1756–1824) auf Göbel und Zubehör wurde Fürstlich Anhaltinischer Geheimer Rat und Präsident. Die Gutsbesitzer stellten zu allen Zeiten auch den Kirchenpatron. Nachmals stifteten die von Thümen dann einen Familienfideikommiss und galten damals als finanziell gut situiert. Das Rittergut umfasste um 1903 etwa 398 ha. Zu diesem Zeitpunkt war Hans von Thümen  (1876–1946) der Gutsherr. Er wurde 1923 der Adoptivsohn des Julius Graf von Lüttichau und führte den Namen Graf von Lüttichau - Thümen. Seine Familie blieb bis zur Bodenreform 1945 Grundbesitzer vor Ort.    
Im Zuge einer Gemeindereform wurden am 30. September 1928 die Gutsbezirke Hobeck, Göbel und Klepps mit der Landgemeinde Hobeck vereinigt. Göbel gehörte somit als Ortsteil zu Hobeck, bevor es am 1. Januar 2009 mit diesem zu Möckern kam.

## Sehenswürdigkeiten
Von 1730 stammt die turmlose, aus Feldsteinen errichtete Dorfkirche Göbel.
Weitere Sehenswürdigkeiten sind der Sachsen-Anhaltische Kleintier- und Trödelmarkt Göbel und der Göbelpark.

## Verkehr
Die Buslinie 715 Gommern – Leitzkau – Dalchau – Loburg – Möckern (– Burg bei Magdeburg – Magdeburg) und zurück verkehrt durch den Ort. Der nächste Bahnhof befindet sich in Loburg, allerdings verkehrt seit Dezember 2011 die einzige Bahnlinie RB 35 nach Magdeburg über Zeppernick – Möckern – Zeddenick – Ziepel – Büden – Biederitz – Magdeburg-Neustadt nicht mehr, so dass der nächstgelegene Bahnhof Gommern ist. Dieser liegt an der Bahnstrecke Magdeburg-Neustadt – Roßlau.
Der nächstgelegene Autobahnanschluss ist die AS Burg-Ost der A 2.